# Parc du Sanatorium (Tartu)
Le parc du Sanatoorium (estonien : Sanatooriumi park) est un parc du quartier de Maarjamõisa à Tartu en Estonie.

## Présentation
Le parc du sanatorium est un parc en trois parties entourant la clinique de pneumologie historique de Tartu.
Le parc d'une superficie de 15,3 ha est situé entre la rue Riia tänav, la rue Sanatorium tänav et la rue Tervise tänav, la rue Raja tänav et la rue Puhkekodu tänav. 
La rue Raja  tänav traversant le parc distingue le parc forestier au sud-est et deux parcs-jardins avec des solutions formelles différentes au nord-est et au nord-ouest, qui à leur tour se distinguent l'un de l'autre par l'allée de tilleuls ouest traversant le parc dans le prolongement de la rue Puhkekodu  tänav. 
Le parc dispose d'un sentier de randonnée éclairé de 1 200 mètres de long recouvert de copeaux de bois, d'un terrain de gymnastique et d'un terrain de volley-ball.
Le parc du sanatorium est l'un des trois plus grands parcs de la zone urbaine de Tartu, à côté du parc naturel de Toomemägi et du parc de Ropka.
Le massif du parc, qui offre divers habitats avec des arbres centenaires, a un rôle écologique dans la zone, étant, entre autres, un important stabilisateur climatique local dans la zone des îlots de chaleur du Lõunakeskus.
La partie nord-est du parc, qui est la plus grande partie du parc, est délimitée par des allées de tilleuls à  le long de la rue Sanatorium tänav est appelée partie Eisenschmidt du parc en référence à son fondateur.
On y trouve la villa d'Eisenschmidt, les bâtiments de la clinique de pneumologie de l’hôpital universitaire de Tartu. 
Les sentiers de randonnée sont balisés et bordés d’équipements sportifs de plein air. 
Eisenschmidt a construit le parc-jardin autour de sa villa selon le style néo-germanique .
La partie nord-ouest du parc, avec ses allées de chênes est appelée le parc Aino et Oskar Kallas, elle est bordée par les rues Tervis tanav et Raja tanav, et la frontière du parc à l'ouest est formée par les bâtiments de la clinique psychiatrique de l'Université de Tartu.
Cette partie du parc est partiellement reboisée avec une jeune forêt de feuillus. 
La villa d' Aino Kallas et Oskar Kallas de style néoclassique est située dans la partie nord-ouest.
Aleksander Eisenschmidt et Aino et Oskar Kallas ont commencé à construire le parc en 1911, lorsqu'ils ont acheté une partie des terres agricoles de l'ancien manoir de Maarjamõisa, se sont partagé les parcelles et ont commencé à construire des bâtiments, leurs jardins et leurs parcs. On pense que la partie de la forêt du parc le long de la rue Riia tänav a été plantée dans les années 1920 ou 1930 conformément aux principes d'Eisenschmidt.
En 1928, une clinique de pneumologie de 25 lits a été créée dans le parc du Sanatorium sous le nom de Tiisikuse Ravila, après quoi le parc a reçu son nom actuel.

## Galerie

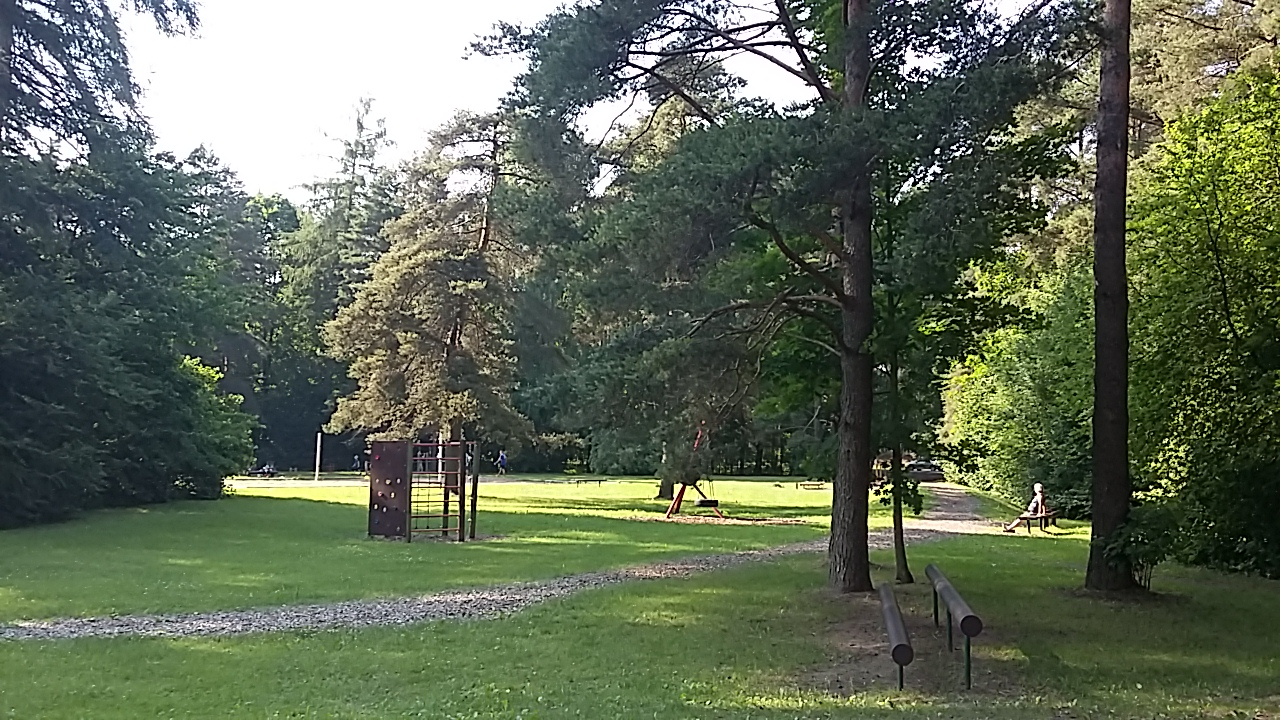
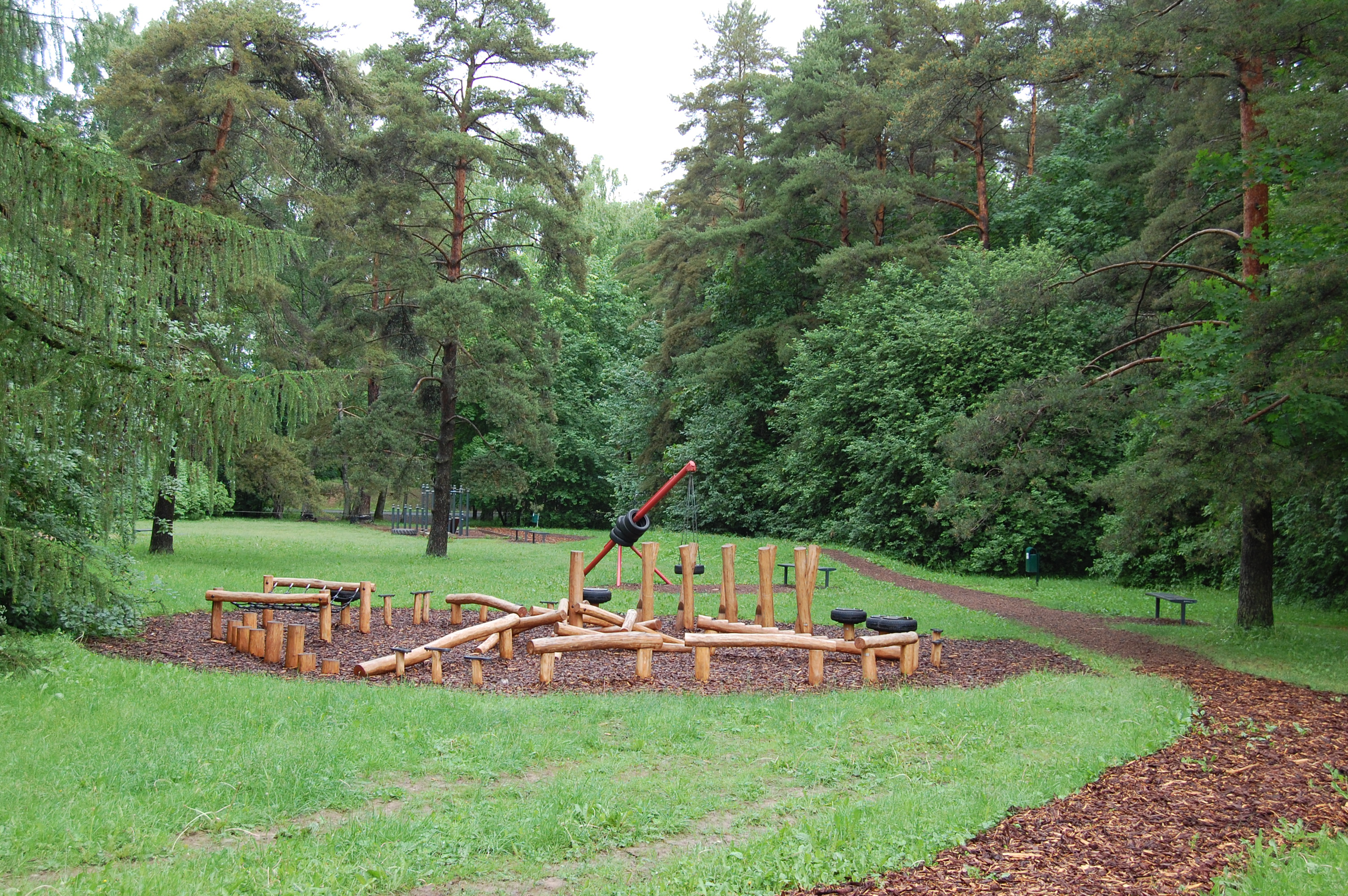
Le terrain de sport vu la rue Riia tänav.
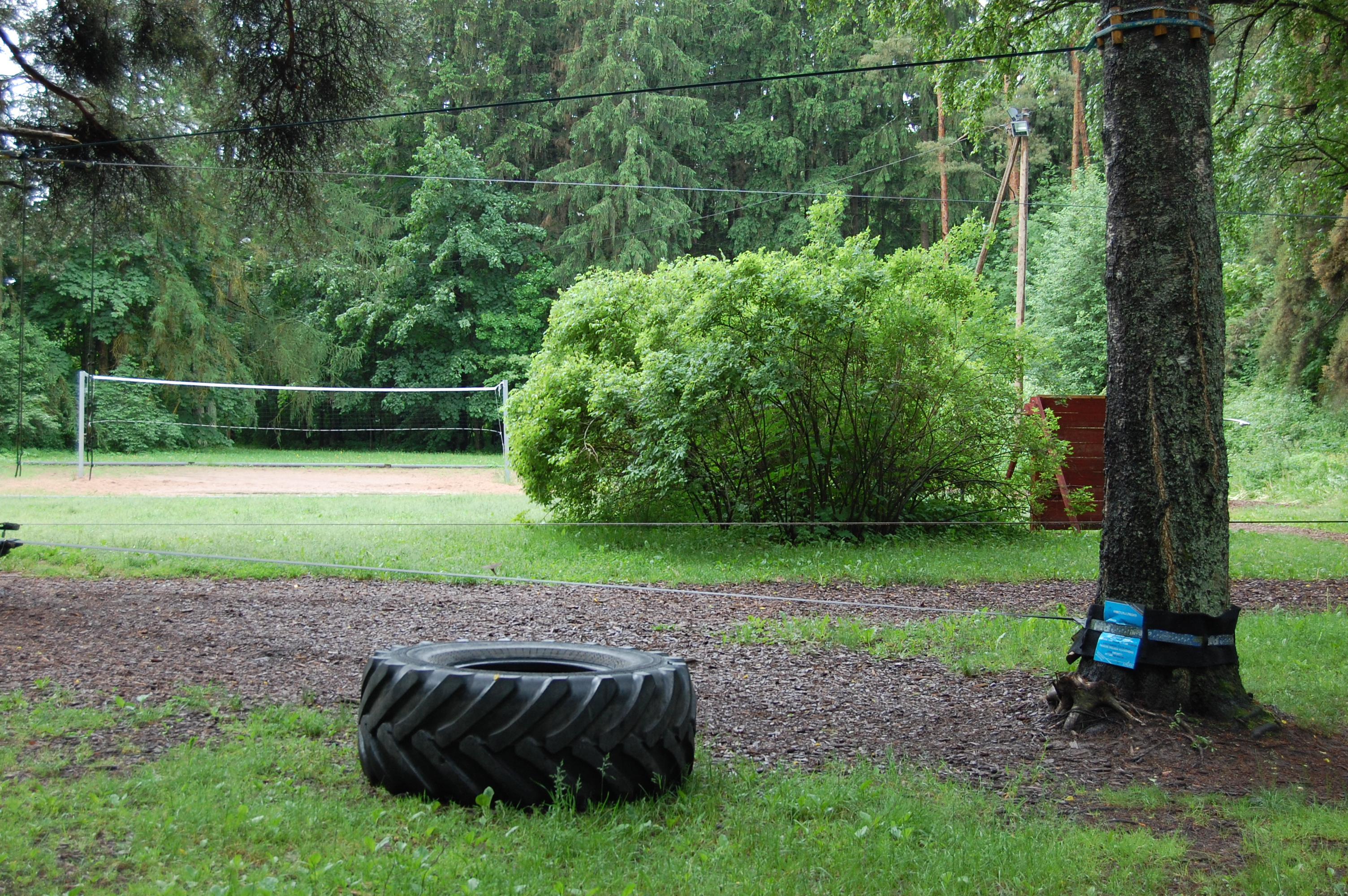
À l'arrière-plan se trouve un terrain de volley-ball
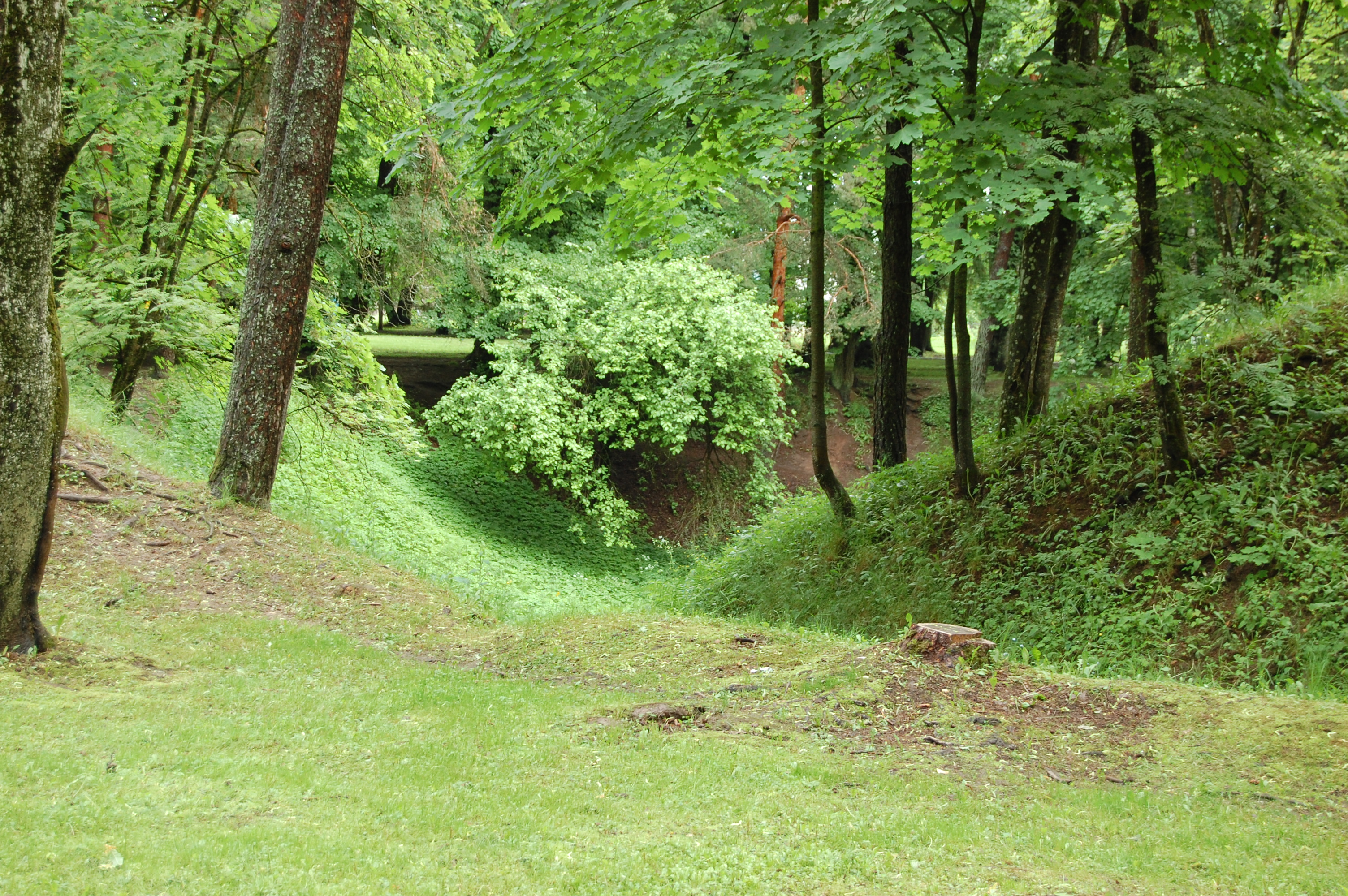
Carrière de sable dans la partie nord-est du parc
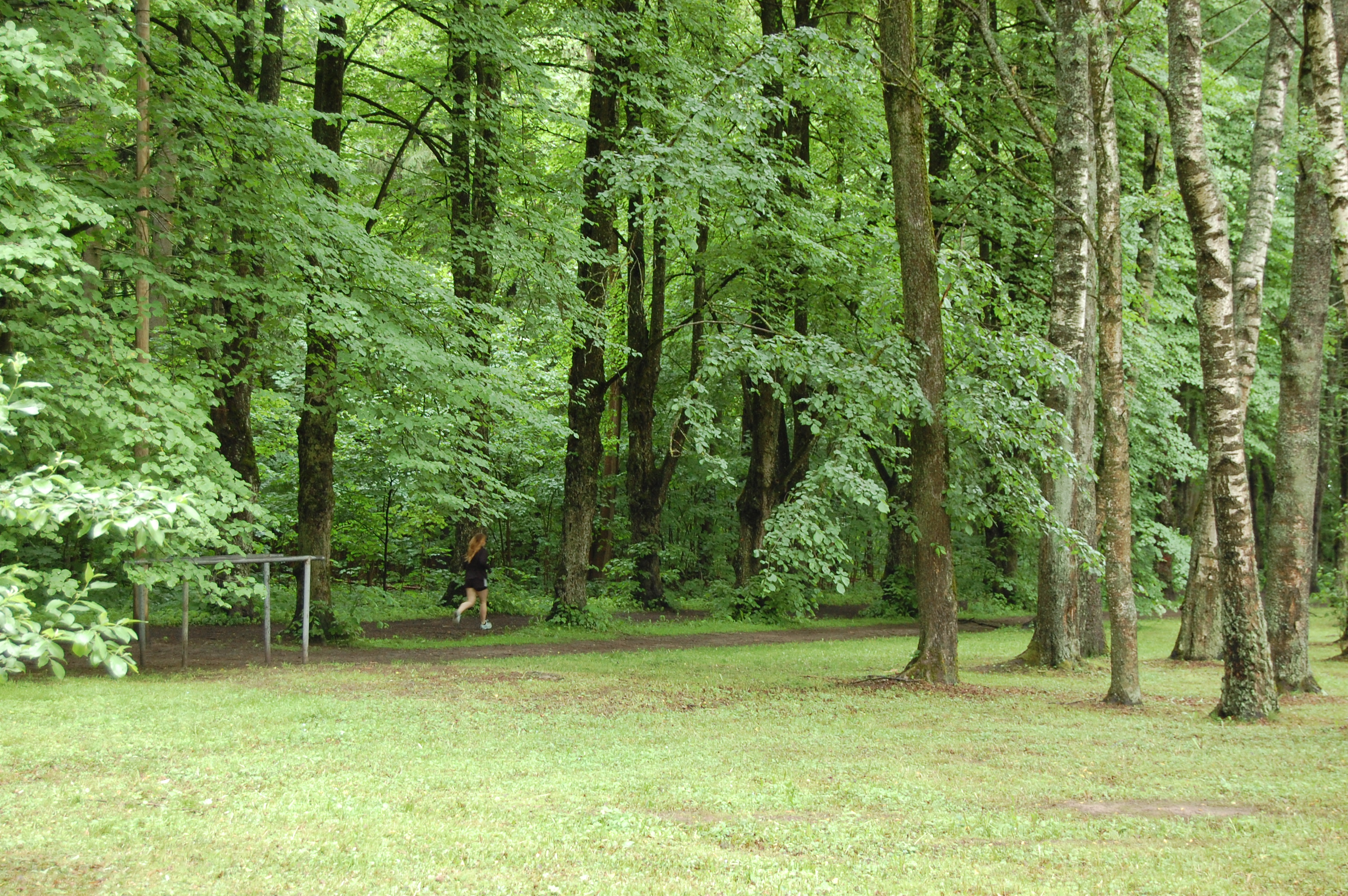
L'allée de tilleuls séparant les parties nord-est et nord-ouest.
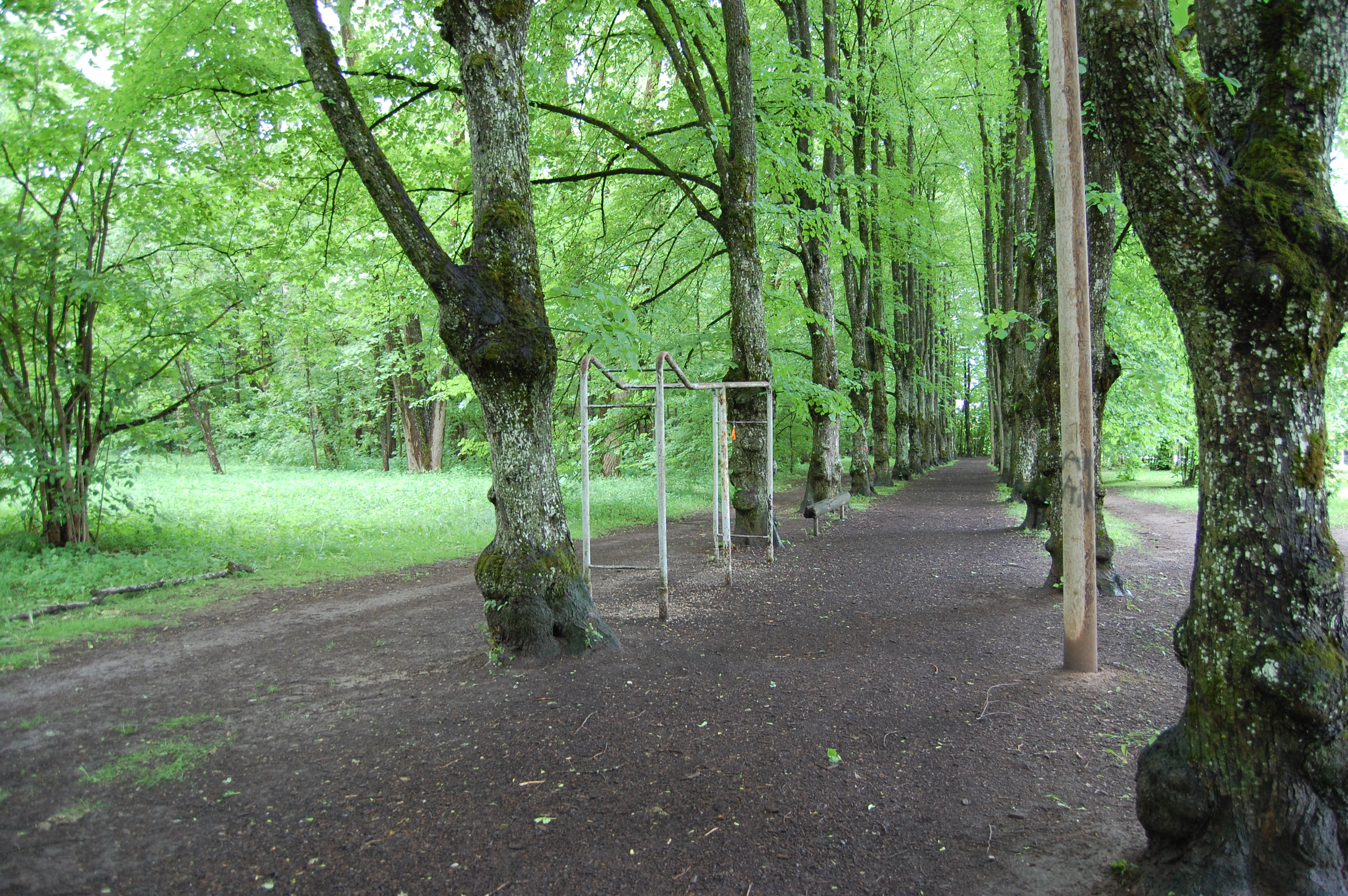